# (5133) Phillipadams
(5133) Phillipadams es un asteroide perteneciente al cinturón de asteroides, descubierto el 12 de agosto de 1990 por Robert H. McNaught desde el Observatorio de Siding Spring, Nueva Gales del Sur, Australia.

## Designación y nombre
Designado provisionalmente como 1990 PA. Fue nombrado Phillipadams en honor al locutor australiano Phillip Adams que también era escritor, periodista y filósofo. Entre sus múltiples obras, se encuentra la de ayudar a promover el programa australiano de búsqueda y seguimiento de asteroides cercanos a la Tierra desde 1990 hasta su cese en 1996.

## Características orbitales
Phillipadams está situado a una distancia media del Sol de 2,711 ua, pudiendo alejarse hasta 3,322 ua y acercarse hasta 2,101 ua. Su excentricidad es 0,225 y la inclinación orbital 12,01 grados. Emplea 1631,21 días en completar una órbita alrededor del Sol.

## Características físicas
La magnitud absoluta de Phillipadams es 12. Tiene 23 km de diámetro y su albedo se estima en 0,081. Está asignado al tipo espectral B según la clasificación SMASSII.